# Архиепархия Наньчана

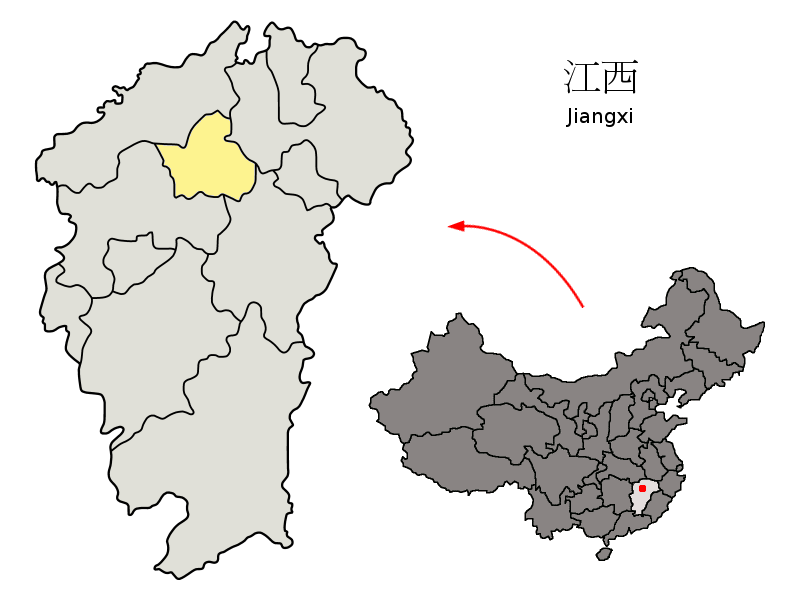
Префектура Наньчана на карте Китая

Архиепархия Наньчана (лат. Archidioecesis Nanciamensis) — архиепархия Римско-Католической церкви c центром в городе Наньчан, Китай. В митрополию Наньчана входят епархии Ганьчжоу, Наньчэна, Цзианя, Юйцзяна. Кафедральным собором архиепархии Наньчана является церковь Непорочного зачатия Пресвятой Девы Марии.

## История
Первые католические миссионеры достигли города Наньчана в конце XVI века. В Наньчане с 1595—1598 гг. жил известный иезуит Маттео Риччи.
15 октября 1696 года Римский папа Иннокентий XII издал бреве E sublimi Sedis, которой учредил апостольский викариат Цзянси, выделив его из епархии Нанкина (сегодня — Архиепархия Нанкина). Руководство апостольским викариатом Цзянси было поручено миссионерской организации «Конгрегация миссий».
В 1758 году апостольский викариат Чжэнцзяня и апостольский викариат Цзянси объединились, образовав апостольский викариат Фуцзяня (сегодня — Архиепархия Фучжоу).
27 марта 1846 года Римский папа Григорий XVI снова образовал два апостольских викариата Чжэнцзяня и Цзянси.
19 августа 1879 года апостольский викариат Цзянси передал часть своей территории для возведения нового апостольского викариата Южного Цзянси (сегодня — Епархия Цзианя). В этот же день апостольский викариат Цзянси был переименован в апостольский викариат Северного Цзянси.
28 августа 1885 года апостольский викариат Северного Цзянси передал часть своей территории новому апостольскому викариату Восточного Цзянси (сегодня — Епархия Юйцзяна).
25 августа 1920 года апостольский викариат Северного Цзянси был переименован в апостольский викариат Цзюйцзяана и 3 декабря 1924 года вновь был переименован в апостольский викариат Наньчана.
11 апреля 1946 года Римский папа Пий XII издал буллу Quotidie Nos, которой возвёл апостольский викариат Наньчана в ранг архиепархии.
С 1972 года по 31 октября 2010 года кафедра архиепархии Наньчана была вакантной. С 1990 года ординарием архиепархии является назначенный китайским правительством архиепископ Иоанн У Шичжэн. 31 октября 2010 года Святой Престол назначил вспомогательным епископом Иоанна Крестителя Ли Сигуана, который исполняет функции ординария архиепархии Наньчана в подпольных условиях.

## Ординарии архиепархии
- епископ Alvaro Benavente (20.10.1698 — 20.03.1709);
  - Sede vacante
- епископ François-Alexis Rameaux (11.12.1838 — 14.07.1845);
- епископ Bernard-Vincent Laribe (26.03.1846 — 20.07.1850);
- епископ Louis-Gabriel Delaplace (27.02.1852 — 12.06.1854);
- епископ François-Xavier Danicourt (1854 — 2.02.1860);
- епископ Géraud Bray (15.03.1870 — 24.09.1905);
- епископ Paul-Léon Ferrant (24.09.1905 — 5.11.1910);
- епископ Louis-Élisée Fatiguet (24.02.1911 — 13.02.1931);
- епископ Paul-Marie Dumond (3.07.1931 — 19.02.1944);
- архиепископ Иосиф Чжоу Цзиши CM[1] (18.07.1946 — 1972);
  - Sede vacante
  - епископ Иоанн Креститель Ли Сигуан (31.10.2010 — по настоящее время) — не утверждён Святым Престолом.

## Источник
- Annuario Pontificio, Libreria Editrice Vaticana, Città del Vaticano, 2003, ISBN 88-209-7422-3
- Бреве E sublimi Sedis, Raffaele de Martinis, Iuris pontificii de propaganda fide. Pars prima, Tomo II, Romae 1889, стр. 158  (лат.)
- Бреве Ex debito (1838), Bullarium pontificium Sacrae congregationis de propaganda fide, tomo V, Romae 1841, стр. 170 Архивная копия от 2 апреля 2015 на Wayback Machine  (лат.)
- Бреве Ex debito (1838) Архивная копия от 26 октября 2013 на Wayback Machine  (итал.)
- Бреве Ex debito (1846), Raffaele de Martinis, Iuris pontificii de propaganda fide. Pars prima, Tomo V, Romae 1893, стр. 359  (лат.)
- Булла Quotidie Nos Архивная копия от 27 марта 2010 на Wayback Machine, AAS 38 (1946), стр. 301  (лат.)